# Camille Saint-Saëns
Charles Camille Saint-Saëns (Parigi, 9 ottobre 1835 – Algeri, 16 dicembre 1921) è stato un compositore, pianista e organista francese.
Talento precoce, iniziò a studiare pianoforte a tre anni e a cinque debuttò in un concerto. Si iscrisse in seguito ai corsi di organo e composizione al Conservatorio di Parigi. La sua carriera iniziò in qualità di organista nelle chiese francesi, in particolare alla Chiesa della Madeleine. Fondò con Romain Bussine la Société Nationale de Musique con lo scopo di far conoscere ed eseguire le opere di autori francesi. Come compositore fu inizialmente influenzato da Franz Liszt e fu un fervente wagneriano per poi allontanarsi dalla sua musica nella maturità. Nonostante fosse aperto alle opere di giovani compositori, non apprezzò la musica impressionista e detestò Debussy.
Scrisse molta musica orchestrale e diverse opere teatrali di cui la più nota è Sansone e Dalila. Le sue composizioni più conosciute sono però Il carnevale degli animali e il poema sinfonico Danza macabra.

## Biografia

### Gli esordi
Saint-Saëns nacque a Parigi da un funzionario governativo di agiate condizioni e che morì di tubercolosi dopo soli tre mesi dalla nascita del figlio. La madre, Clémence, si rivolse per un aiuto alla zia Charlotte Masson che li accolse. Il piccolo Camille prima dei tre anni dimostrò una grande predisposizione musicale e la prozia cominciò a insegnargli i primi rudimenti del pianoforte. Uno dei bambini prodigio più dotati musicalmente di tutti i tempi, possedeva l'orecchio assoluto e quasi subito iniziò a comporre. La sua prima composizione, un breve pezzo per pianoforte datato 22 marzo 1839, è al momento conservata presso la Biblioteca nazionale di Francia. La precocità di Saint-Saëns non era limitata alla musica, all'età di tre anni sapeva già leggere e scrivere e aveva imparato il latino quattro anni più tardi.
La sua prima esibizione in pubblico avvenne all'età di cinque anni, quando accompagnò al pianoforte una sonata per violino di Beethoven. Quindi si dedicò a studiare a fondo la partitura del Don Giovanni. Nel 1842 Saint-Saëns diventò allievo di Camille-Marie Stamaty che a sua volta aveva studiato con Friedrich Kalkbrenner; lo stesso anno tenne il primo concerto debuttando alla Salle Pleyel, suonando il Concerto per pianoforte n. 15 K 450 di Mozart e altri brani di Handel, Kalkbrenner, Hummel e Bach. Come bis, Saint-Saëns si offrì di suonare una delle trentadue sonate per pianoforte di Beethoven a memoria. La notizia di un così incredibile concerto si sparse rapidamente per l'Europa e persino negli Stati Uniti, dove fu pubblicata su un quotidiano di Boston.
Alla fine degli anni quaranta Saint-Saëns entrò nel Conservatorio di Parigi, dove studiò organo e composizione, quest'ultima come allievo di Jacques Halévy. Saint-Saëns vinse molti premi importanti, ma non riuscì ad aggiudicarsi il prestigioso Premio di Roma nel 1852 e nemmeno nel 1864. La fama derivante dai riconoscimenti conquistati gli permise di conoscere Franz Liszt, che divenne uno dei suoi migliori amici. All'età di sedici anni, Saint-Saëns scrisse la sua prima sinfonia; la seconda, pubblicata come Sinfonia N. 1 in mi♭ maggiore, fu eseguita nel 1853 tra lo stupore e la meraviglia dei critici e degli altri compositori. Hector Berlioz, che divenne un buon amico di Saint-Saëns, si lasciò scappare un commento, rimasto famoso, "Il sait tout, mais il manque d'inexpérience" ("Sa tutto, ma manca d'inesperienza"). All'età di 25 anni intraprese uno dei suoi tanti viaggi verso l'Europa dell'occidente per far conoscere a tutti il suo genio musicale che si ampliò durante le sue avventure dove si appassionò anche allo studio delle scienze animali e vegetali.

### Nel pieno dell'attività musicale
Per guadagnarsi da vivere Saint-Saëns lavorò come organista in diverse chiese di Parigi. Nel 1857, sostituì Lefébure-Wely nell'insigne ruolo di organista della Chiesa della Madeleine, ruolo che mantenne fino al 1877. Le sue improvvisazioni incantarono il pubblico parigino e gli procurarono l'encomio di Liszt, che nel 1866 affermò che Saint-Saëns era il più grande organista del mondo.
Dal 1861 al 1865, Saint-Saëns per la prima ed ultima volta nella sua vita si dedicò all'insegnamento, coprendo la cattedra di pianoforte alla scuola Niedermeyer, dove infranse le tradizioni più consolidate, inserendo nei programmi opere di musicisti contemporanei quali Liszt, Gounod, Schumann, Berlioz e Wagner, laddove i curriculum prevedevano solo Scarlatti, Rameau, Couperin, Bach, Mozart, Clementi e Beethoven. Tra i suoi studenti troviamo compositori destinati alla celebrità come André Messager e soprattutto Gabriel Fauré, il suo allievo favorito, destinato a diventare anche il suo più caro amico.
Saint-Saëns fu un intellettuale poliedrico. Sin da piccolo si dedicò allo studio della geologia, dell'archeologia, della botanica e della branca dell'entomologia che studia i lepidotteri. Fu anche un eccellente matematico. In seguito, accanto all'attività di compositore, esecutore e pubblicista musicale, si dedicò alle più svariate discipline, intrattenendosi in discussioni con i migliori scienziati d'Europa e scrivendo dotti articoli in materia di acustica, scienze occulte, decorazioni nel teatro dell'antica Roma e strumenti antichi. Scrisse anche un'opera filosofica, Problèmes et Mystères, che tratta di come la scienza e l'arte possano rimpiazzare la religione; la visione pessimistica e atea di Saint-Saëns anticipò l'Esistenzialismo. Sul versante letterario, pubblicò un volume di poesie intitolato Rimes familières e la commedia farsesca La Crampe des écrivains, che ebbe un buon successo. Fu anche membro della Società Astronomica di Francia. Tenne conferenze sul tema dei miraggi, possedette un telescopio costruito secondo sue precise indicazioni, e giunse persino a progettare concerti che corrispondessero a eventi astronomici quali le eclissi di sole.
Nel 1870 Saint-Saëns fu arruolato nella Guardia Nazionale per combattere nella guerra franco-prussiana, un'esperienza che, pur concludendosi in appena sei mesi, lasciò un marchio indelebile sul compositore. Nel 1871 fondò insieme a Romain Bussine la Société Nationale de Musique allo scopo di promuovere il nuovo e originale stile musicale francese. Dopo la caduta della Comune di Parigi, la Société organizzò la prima esecuzione di lavori dei membri quali Gabriel Fauré, César Franck, Édouard Lalo, e lo stesso Saint-Saëns, che condivise la presidenza della Société. In tal modo, Saint-Saëns diede un apporto determinante nel modellare il futuro della musica francese.
Nel 1875 Saint-Saëns sposò Marie-Laure Truffot. Ebbero due figli, André e Jean-François, che morirono entrambi, a distanza di sei settimane, nel 1878. Saint-Saëns lasciò la moglie tre anni dopo. Non divorziarono, ma vissero separati il resto della loro vita.

### Gli ultimi anni
Nel 1886 videro la luce le due opere più note di Saint-Saëns: Le Carnaval des Animaux (Il carnevale degli Animali) e la Sinfonia n. 3, dedicata alla memoria di Franz Liszt, morto poco prima. Nello stesso anno, tuttavia, Vincent d'Indy e i suoi alleati fecero allontanare Saint-Saëns dalla Société Nationale de Musique. Due anni più tardi, morì la madre di Saint-Saëns. Questo lutto spinse il compositore ad allontanarsi per qualche tempo dalla Francia, trasferendosi alle Isole Canarie, dove adottò lo pseudonimo di Sannois. Nel corso degli anni successivi viaggiò in giro per il mondo, visitando posti esotici in Europa, Nord Africa, Sud-est asiatico e Sud America. Saint-Saëns raccolse il diario dei suoi viaggi in alcuni libri popolari, firmandoli Sannois.
Saint-Saëns continuò a scrivere di argomenti musicali, scientifici e storici, viaggiando spesso prima di trascorrere i suoi ultimi anni ad Algeri, capitale dell'Algeria. Come riconoscimento dei suoi traguardi, il governo francese gli concesse l'onorificenza della Legion d'onore.
Camille Saint-Saëns morì di polmonite il 16 dicembre 1921, all'Hôtel de l'Oasis ad Algeri. Il suo corpo fu riportato a Parigi per i funerali di Stato alla chiesa de La Madeleine e sepolto nel cimitero di Montparnasse a Parigi.

## Eredità

### Rapporti con gli altri compositori
Durante la sua vita, Saint-Saëns fu amico o nemico della maggior parte dei musicisti europei più noti. Fu vicino a Franz Liszt fino alla sua morte e mantenne una salda amicizia con l'allievo Gabriel Fauré fino alla morte. Pur essendo uno strenuo sostenitore della musica francese, Saint-Saëns disprezzava apertamente molti dei suoi colleghi connazionali, come Franck, d'Indy, e Massenet. Inoltre detestava la musica di Claude Debussy: si dice che abbia detto a Pierre Lalo, "Mi sono trattenuto a Parigi per parlar male del Pelléas et Mélisande." L'ostilità personale era reciproca; Debussy infatti diceva con sarcasmo: "Ho in orrore il sentimentalismo e non riesco a dimenticare che il suo nome è Saint-Saëns." In altre occasioni, tuttavia, Debussy riconobbe di ammirare il talento musicale di Saint-Saëns.
Fu un fautore della musica strumentale in Francia, dove da sempre l'opera godeva di un predominio assoluto; valorizzò l'opera di Schumann contro l'opinione corrente, così come la sua passione per Mozart fu in netto anticipo rispetto alla più diffusa sensibilità musicale. Curò l'edizione dell'Opera omnia di Rameau in tempi poco disposti all'attenzione verso la musica antica, ma nello stesso tempo si prodigò per i nuovi compositori francesi fondando, nel 1871, la Societé Nationale de Musique, di cui fecero anche parte César Franck, Édouard Lalo e Gabriel Fauré.
In Francia, Saint-Saëns è stato uno dei primi sostenitori della musica di Wagner, proponendo brani dalle sue opere durante le lezioni alla Scuola Niedermeyer e facendo eseguire in prima francese la Marcia da Tannhäuser. Wagner stesso rimase stupito quando lo vide suonare a prima vista l'intera partitura orchestrale di Lohengrin, Tristan und Isolde e Siegfried, suggerendo a Hans von Bülow di assegnargli l'appellativo della "più grande mente musicale" dell'epoca. Ciononostante, e pur ammettendo di apprezzarne la forza, Saint-Saëns dichiarò di non essere un cultore delle opere wagneriane. Nel 1886, a seguito di alcuni commenti dal tono particolarmente duro e anti-germanico, dopo l'allestimento parigino di Lohengrin, la critica musicale tedesca si schierò contro Saint-Saëns. I rapporti con la Germania migliorano col nuovo secolo e, dopo la prima guerra mondiale, Saint-Saëns si attirò l'ostilità sia dei francesi che dei tedeschi con una serie di articoli provocatori, intitolati Germanophilie, che attaccavano pesantemente Wagner.
Il fatto che il 29 maggio 1913 Saint-Saëns avesse lasciato indignato la sala alla prima della Sagra della primavera di Igor Stravinskij, è stato smentito dallo stesso Stravinskij e da Claude Samuel: "Saint-Saëns n'était pas là et ne s'est donc pas sauvé en claquant la porte!".

## Fama
Saint-Saëns iniziò la sua carriera di compositore come un pioniere, introducendo in Francia il poema sinfonico e facendosi paladino della musica dell'avvenire di Liszt e di Wagner, in un'epoca in cui Bach e Mozart erano il modello di riferimento. Egli rappresentò la personificazione della modernità artistica negli anni 50 e 60, ma presto si trasformò in un duro e a volte sgradevole reazionario. All'alba del XX secolo, Saint-Saëns era ormai un ultra-conservatore, che lottava contro l'influenza di Debussy e Richard Strauss. Ma questo non sorprende più di tanto, dal momento che la carriera di Saint-Saëns era iniziata quando Chopin e Mendelssohn erano nel pieno del loro successo, terminando all'affacciarsi del Jazz; tuttavia è questa immagine di uomo bisbetico e irritabile che prevale ancora oggi.
La figura di Saint-Saëns si è sempre situata sul confine che separa i compositori famosi da quelli noti solo agli appassionati. È stato additato più volte come «il più grande compositore di serie B» o come «il più grande compositore privo di genio». È ricordato essenzialmente per alcuni lavori popolari ma poco apprezzati dalla critica, quali l'opera Samson et Dalila e soprattutto Le Carnaval des Animaux.

## Musica

### Stile compositivo
Le sue opere sono state definite logiche e pulite, levigate, professionali e mai eccessive. Le sue composizioni pianistiche, costituiscono il collegamento stilistico tra Liszt e Ravel. Spesso è stato additato come "il più tedesco di tutti i compositori francesi", forse a causa della sua fantastica abilità nella elaborazione tematica.
Malgrado lo stile delle opere degli ultimi anni sia considerato antiquato, in precedenza Saint-Saëns aveva esplorato molte forme nuove e allo stesso modo ne aveva rinvigorito alcune di vecchia data. Le sue composizioni sono strettamente legate alla tradizione classica, ed alcuni lo considerano come un precursore del Neoclassicismo.

### Stile esecutivo
Come esecutore, Saint-Saëns fu considerato un organista «senza eguali», con pochi rivali anche come pianista. Si dice che lo stesso Liszt ritenesse Saint-Saëns e, naturalmente, se stesso i due migliori pianisti d'Europa. Lo stile di Saint-Saëns era composto, raffinato: egli sedeva al pianoforte immobile. Il suo modo di suonare era caratterizzato da scale e passaggi straordinariamente dolci, dalla velocità e da una raffinatezza aristocratica. Le incisioni che ha lasciato negli ultimi anni della sua vita lasciano alla storia le tracce di queste sue caratteristiche. È spesso stato accusato di essere troppo poco emotivo ed eccessivamente freddo e metodico, per questo forse le sue esecuzioni sono meno indimenticabili di quelle di altri esecutori maggiormente carismatici. Probabilmente è stato il primo pianista ad eseguire in pubblico il ciclo di tutti i concerti per pianoforte di Mozart, concerti che in alcuni casi hanno influenzato i suoi stessi concerti per pianoforte. Il primo movimento del suo quarto concerto per pianoforte, in do minore, ricorda molto l'ultimo movimento del Concerto per pianoforte e orchestra n. 24 di Mozart, che è nella stessa tonalità. Durante la sua vita, Saint-Saëns continuò sempre a suonare con la tecnica che aveva appreso da Stamaty e che prevedeva che la forza nell'esecuzione derivasse dalla mano e non dall'avambraccio. Le registrazioni eseguite negli anni dieci sono importanti, dal momento che vi si può udire il risultato della tecnica pianistica di Kalkbrenner, che influenzò Frédéric Chopin.

### Opere
Nei suoi 86 anni di vita, Saint-Saëns ha scritto centinaia di composizioni. Durante la sua lunga carriera di musicista, ha composto molta musica a soggetto o teatrale, tra cui quattro poemi sinfonici e dodici opere. L'opera Samson et Dalila, il poema sinfonico Danza Macabra e Il carnevale degli animali sono le sue composizioni più famose. In tutto ha composto più di trecento lavori musicali ed è stato tra i primi a scrivere espressamente per il cinema, per il film L'Assassinat du duc de Guise (1908) di Henri Lavedan.
Al 1886 risale un altro lavoro di notevole importanza storica: la Sinfonia n. 3, "avec orgue" ("con l'organo"). Con l'aiuto dei monumentali organi sinfonici costruiti in Francia da Aristide Cavaillé-Coll, a quell'epoca il più importante costruttore di organi, quest'opera è immersa nello spirito del "gigantismo" di fine secolo, all'inizio della "Belle Époque", sulla stessa linea della Torre Eiffel e dell'Esposizione Universale di Parigi. Il Maestoso dell'ultimo movimento è la tipica espressione della sicurezza di sé dell'uomo europeo di quegli anni, orgoglioso della sua tecnologia, della sua scienza, dell'"età della ragione" (con una certa ironia, la melodia fu in seguito usata come base per il tema musicale del popolarissimo film Babe - Maialino coraggioso).
Sempre nel 1886, Saint-Saëns completò Il carnevale degli animali, la cui prima ebbe luogo il 9 marzo. Benché il lavoro fosse destinato a guadagnarsi una straordinaria popolarità, poco dopo la prima Saint-Saëns proibì la rappresentazione completa del suo lavoro, permettendo l'esecuzione di un solo movimento: Le Cygne (Il Cigno), un brano per violoncello e pianoforte. L'opera era stata scritta quasi come uno scherzo musicale e Saint-Saëns temeva che essa avrebbe potuto nuocere al suo buon nome.
Saint-Saëns scrisse anche sei preludi e fughe per organo (op. 99 e op. 109). Il più noto è il Preludio e fuga in mi♭ maggiore, op. 99 n. 3.

## Onorificenze

### Onorificenze straniere
Il 17 settembre 1900 l'Imperatore Guglielmo II di Germania gli assegnò la Croce Pour le Mérite per la scienza e l'arte, che Camille Saint-Saëns restituì il 15 novembre 1914.